# Гаман, Александр Витальевич
Александр Витальевич Гаман (укр. Олександр Віталійович Гаман; род. 23 марта 1974, Городок, Хмельницкая область) — украинский дипломат. Чрезвычайный и Полномочный Посланник первого класса. Генеральный консул Украины в Стамбуле (2017—2021), по совместительству — представитель Украины при Организации Черноморского экономического сотрудничества (2017—2021). Чрезвычайный и Полномочный Посол Украины в Социалистической Республике Вьетнам (с 2021).

## Биография
Родился 23 марта 1974 года в городе Городок Хмельницкой области. Владеет украинским (родной), польским и английским языками.
С октября 1998 по май 1999 года — Специалист первой категории (по контракту) Департамента консульской службы защиты интересов физических и юридических лиц Департамента консульской службы МИД Украины.
С мая по август 1999 года — Специалист первой категории Департамента консульской службы защиты интересов физических и юридических лиц Департамента консульской службы МИД Украины.
С августа 1999 по ноябрь 2000 года — Атташе Департамента консульской службы по вопросам защиты интересов физических и юридических лиц Департамента консульской службы МИД Украины.
С ноября 2000 по декабрь 2004 года — Вице-консул Генерального консульства Украины в Кракове, Польша.
С февраля по июль 2005 года — Второй секретарь отдела консульско-правового обеспечения Департамента консульской службы МИД Украины.
С июля по сентябрь 2005 года — Второй секретарь отдела консульско-правового обеспечения Департамента консульской службы МИД Украины.
С сентября 2005 по август 2007 года — Первый секретарь, советник отдела консульско-правового обеспечения Департамента консульской службы МИД Украины.
С августа по декабрь 2007 года — Советник отдела консульско-правового обеспечения Департамента консульской службы МИД Украины.
С декабря 2007 по июнь 2009 года — Консул Генерального консульства Украины в Чикаго (США).
С июня 2009 по сентябрь 2011 года — Консул Генерального консульства Украины в Сан-Франциско (США).
С ноября 2011 по март 2012 года — Начальник и. о. отдела консульско-правового обеспечения Департамента консульской службы МИД Украины.
С марта по август 2012 года — Начальник отдела консульско-правового обеспечения Департамента консульской службы МИД Украины.
С августа 2012 по февраль 2014 года — Начальник паспортного отдела Департамента консульской службы МИД Украины.
С февраля по март 2014 года — И. о. заместителя генерального директора-начальник отдела консульско-правового обеспечения Департамента консульской службы МИД Украины.
С марта 2014 по ноябрь 2016 года — Заместитель генерального директора-начальник отдела консульско-правового обеспечения Департамента консульской службы МИД Украины.
С ноября 2016 по июль 2017 года — Заместитель генерального директора Департамента консульской службы МИД Украины.
В 2017—2021 годах — Генеральный консул Украины в Стамбуле.
С 27 июля 2017 по 13 декабря 2021 года — Представитель Украины при Организации Черноморского экономического сотрудничества по совместительству.
С 13 декабря 2021 года — Чрезвычайный и Полномочный Посол Украины в Социалистической Республике Вьетнам.
С 28 апреля 2023 года — Чрезвычайный и Полномочный Посол Украины в Королевстве Камбоджа по совместительству.

## Личная жизнь
Женат, имеет двух сыновей.